# Chaetosphaeria fusichalaroides
Chaetosphaeria fusichalaroides är en svampart som beskrevs av Réblová 2004. Chaetosphaeria fusichalaroides ingår i släktet Chaetosphaeria och familjen Chaetosphaeriaceae.   Inga underarter finns listade i Catalogue of Life.